# Fissidens amplifolius
Fissidens amplifolius är en bladmossart som beskrevs av Hugh Neville Dixon och Potier de la Varde 1930. Fissidens amplifolius ingår i släktet fickmossor, och familjen Fissidentaceae. Inga underarter finns listade i Catalogue of Life.